# Yalí
Yalí – miasto w Kolumbii, w departamencie Antioquia.